# Megaselia punctipes
Megaselia punctipes är en tvåvingeart som beskrevs av Borgmeier 1962. Megaselia punctipes ingår i släktet Megaselia och familjen puckelflugor. Inga underarter finns listade i Catalogue of Life.